# Красноармејски рејон (Краснодарски крај)
Красноармејски рејон (рус. Красноармейский район) административно-територијална је јединица другог нивоа и општински рејон смештен у западном делу Краснодарске покрајине, односно на југозападу европског дела Руске Федерације.
Административни центар рејона је станица Полтавскаја.
Према подацима националне статистичке службе Русије за 2017. на територији рејона живело је 104.756 становника или у просеку око 55,3 ст/км². По броју становника налази се на 10. месту међу административним јединицама Покрајине. Површина рејона је 1.899 км².

## Географија
Красноармејски рејон се налази у западном делу Краснодарске покрајине, обухвата територију површине 1.899 км² и по том параметру дванаести је по величини рејон у Покрајини. Граничи се са Славјанским рејоном на западу, на истоку су Калињински и Дински, југу Абински и Северски рејон, док је на југоистоку територија Краснодарског градског округа.
Територија Красноармејског рејона обухвата западнији део Кубањско-приазовске степе, и то је ниско и у основи доста замочварено подручје испресецано бројним каналима. Најважнији водотоци на овом подручју су река Кубањ, која уједно представља и јужну границу рејона, те њен најважнији рукавац Протока који је уједно и западна граница. 

## Историја
Красноармејски рејон је успостављен 31. децембра 1934. након што је издвојен из састава тадашњег Славјанског рејона. У састав данашње Краснодарске покрајине улази 1937. године. У периоду од 1963. до 1966. провремено је био расформиран, а његова територија је била поново делом Славјанског рејона. 

## Демографија и административна подела
Према подацима са пописа становништва из 2010. на територији рејона живело је укупно 102.508 становника, док је према процени из 2017. ту живело 104.756 становника, или у просеку око 55,3 ст/км² (најређе насељен рејон у Покрајини). По броју становника налази се на 10. месту у Покрајини. 
| 1959.  | 1970.  | 1979.  | 1989.  | 2002.   | 2010.   | 2017.    |
| ------ | ------ | ------ | ------ | ------- | ------- | -------- |
| 64.369 | 93.576 | 89.271 | 93.434 | 103.874 | 102.508 | 104.756* |

Напомена:* Према процени националне статистичке службе. 
На територији рејона налазе се укупно 43 насељена места административно подељена на 10 другостепених руралних општина. Административни центар рејона и његово највеће насеље је станица Полтавскаја са око 27.000 становника. Више од 5.000 становника имају и станице, Маријанскаја (11.750), Старонижестеблијевскаја (10.200), Новомишастовскаја (10.000) и Ивановскаја (9.500), те хутор Трудобеликовски (око 10.000 становника). 

## Саобраћај
Преко територије Красноармејског рејона пролази деоница магистралног друма Темрјук—Краснодар—Кропоткин, те железничка пруга Москва—Новоросијск.